# Tomasz Orłowski
Tomasz Hubert Orłowski (ur. 1 sierpnia 1956 w Łodzi) – polski dyplomata i nauczyciel akademicki. W latach 2007–2014 ambasador RP we Francji i Księstwie Monako, w 2014 podsekretarz stanu w Ministerstwie Spraw Zagranicznych, w latach 2015–2017 ambasador RP we Włoszech i Republice San Marino.

## Życiorys

### Wykształcenie i działalność naukowa
Absolwent archeologii powszechnej na Wydziale Filozoficzno-Historycznym Uniwersytetu Łódzkiego oraz historii sztuki na Wydziale Sztuk Pięknych Uniwersytetu Mikołaja Kopernika w Toruniu. Odbył studia typu DEA z zakresu cywilizacji średniowiecznej na Uniwersytecie w Poitiers, gdzie uzyskał stopień doktora nauk humanistycznych. Odbył staże w Salzburg Global Seminar w Salzburgu (1995) i w Institut des hautes études de Défense nationale w Paryżu (1995).
W latach 1978–1983 pracował jako asystent i adiunkt w Muzeum Historii Miasta Łodzi. Od 1983 do 1988 był pracownikiem naukowym Uniwersytetu Wrocławskiego. Został wykładowcą stosunków międzynarodowych i dyplomacji na Uniwersytecie Wrocławskim, w Akademii Dyplomatycznej, Krajowej Szkole Administracji Publicznej oraz Kolegium Europejskim. Autor licznych publikacji naukowych, w tym poświęconych protokołowi dyplomatycznemu pt. Protokół dyplomatyczny. Ceremoniał & etykieta (2010) i Protokół dyplomatyczny. Między tradycją a nowoczesnością (2015).
W 2020 został wykładowcą w Paris School of International Affairs (PSIA) w ramach Instytutu Nauk Politycznych w Paryżu, a w 2021 profesorem Krakowskiej Akademii im. Andrzeja Frycza Modrzewskiego. Objął na tej uczelni stanowisko kierownika Katedry Stosunków Dyplomatycznych i Konsularnych. Członek korespondent Académie des sciences morales et politiques (od 2016) oraz członek rady administracyjnej Instytutu Jacques’a Delorsa.

### Działalność publiczna
W 1990 rozpoczął pracę w polskiej dyplomacji. Do 1994 był I sekretarzem, a potem radcą w Ambasadzie RP w Paryżu, w latach 1994–1996 wicedyrektorem Departamentu Europy w MSZ. Od 1996 do 2001 był zastępcą ambasadora w stopniu radcy-ministra, a potem ministrem pełnomocnym w Ambasadzie RP w Rzymie. Pełnił także funkcję sekretarza generalnego Polskiego Komitetu ds. UNESCO (2001–2004), zastępcy dyrektora Departamentu Systemu Narodów Zjednoczonych i Problemów Globalnych MSZ (2004–2005). W 2005 został mianowany ambasadorem tytularnym i dyrektorem Protokołu Dyplomatycznego MSZ.
Od 2007 do 31 sierpnia 2014 sprawował urząd ambasadora RP we Francji i w Monako. Po śmierci Mariusza Kazany (10 kwietnia 2010) objął nadzór protokolarny nad organizacją uroczystości pogrzebowych prezydenta Lecha Kaczyńskiego na Wawelu. Powtórnie wezwany do kraju latem 2010, aby przygotować i przeprowadzić ceremonię inauguracji prezydenta Bronisława Komorowskiego (6 sierpnia 2010). W 2012 otrzymał nagrodę ministra spraw zagranicznych za osiągnięcia w dyplomacji publicznej i komunikacji medialnej. 1 września 2014 objął stanowisko podsekretarza stanu ds. współpracy rozwojowej, Polonii, polityki wschodniej i azjatyckiej w Ministerstwie Spraw Zagranicznych. 30 listopada 2014 został odwołany z tego stanowiska.
W marcu 2015 powołany na stanowisko ambasadora RP we Włoszech z równoczesną akredytacją w Republice San Marino. 31 sierpnia 2017 zakończył pełnienie funkcji ambasadora. Po powrocie z placówki został wykładowcą Akademii Dyplomatycznej MSZ. 1 października 2021 przeszedł na emeryturę. 23 stycznia 2025 objął kierownictwo ambasady RP w Rabacie jako chargé d’affaires, będąc akredytowanym także na Mauretanię.

## Życie prywatne
Jest starszym bratem ekonomisty Witolda Orłowskiego. Żonaty, ma dwie córki.
Posługuje się językami: angielskim, francuskim i włoskim (biegle) oraz rosyjskim, niemieckim i hiszpańskim.

## Odznaczenia i wyróżnienia
- Brązowy Medal „Zasłużony Kulturze Gloria Artis” (Polska) – 2005[24]
- Złoty Medal „Za zasługi dla obronności kraju” (Polska)
- Wielki Oficer Orderu Zasługi (Portugalia) – 1997[25]
- Komandor Orderu Zasługi Republiki Włoskiej (Włochy) – 1997[26]
- Komandor  Orderu Trzech Gwiazd (Łotwa) – 2004[27]
- Wielki Oficer Orderu Gwiazdy Solidarności Włoskiej (Włochy) – 2006[28]
- Komandor Orderu Świętego Karola (Monako) – 2012[29]
- Komandor Legii Honorowej (Francja) – 2013[30]
- Oficer Orderu Sztuki i Literatury (Francja) – 2022[31]
- Wielki Oficer Orderu Narodowego Zasługi (Francja)[1]
- Wielki Oficer Orderu Zasługi RFN (Niemcy)[1]
- Wielki Oficer Orderu Pro Merito Melitensi (Zakon Maltański)[1]
- Nagroda Środowiskowa Gwiazdy Umiędzynarodowienia przyznana przez Fundację Edukacyjną Perspektywy (2024)[32]

## Publikacje
Publikacje książkowe
- Tomasz Orłowski, Protokół dyplomatyczny: ceremoniał & etykieta, Warszawa: Akademia Dyplomatyczna Ministerstwa Spraw Zagranicznych, 2005, s. 335, ISBN 83-919743-8-3.
- Tomasz Orłowski, Andrzej Szteliga, Etykieta menedżera, Katowice: Wydawnictwo Sonia Draga, 2012, s. 278, ISBN 978-83-7508-538-9.
- Tomasz Orłowski, Protokół dyplomatyczny: między tradycją a nowoczesnością, Warszawa: Polski Instytut Spraw Międzynarodowych, 2015, s. 480, ISBN 978-83-64895-71-5.
- Tomasz Orłowski, Nasz zakochany przewodnik po Francji, czyli dyplomatyczna „ratatouille”, Poznań: Dom Wydawniczy Rebis, 2020, s. 408, ISBN 978-83-8188-028-2.
- Tomasz Orłowski, Majestat Rzeczypospolitej. Ceremonie państwowe i uroczystości publiczne w stulecie odrodzenia Polski, Warszawa: Polski Instytut Spraw Międzynarodowych, 2021, s. 374, ISBN 978-83-66091-79-5.
- Tomasz Orłowski, Praktyka dyplomatyczna, Warszawa: Polski Instytut Spraw Międzynarodowych, 2023, s. 920, ISBN 978-83-67487-52-8.
- Tomasz Orłowski, Dyplomatyczna ratatouille. Dokładka, Poznań: Dom Wydawniczy Rebis, 2024, s. 232, ISBN 978-83-8338-068-1.

Tłumaczenia
- Carlo Jean, Geopolityka, Tomasz Orłowski (rozdz. XI, ) (tłum.), Justyna Pawłowska (tłum.), Wrocław: Zakład Narodowy im. Ossolińskich, 2003, s. 391, ISBN 83-04-04650-4.